# غوستاف بوند
غوستاف بوند (بالسويدية: Gustaf Bonde)‏ هو دبلوماسي سويدي، ولد في 8 أكتوبر 1911، وتوفي في 21 سبتمبر 1977.